# Hypolycaena aureolineata
Hypolycaena aureolineata är en fjärilsart som beskrevs av Bethune-Baker 1906. Hypolycaena aureolineata ingår i släktet Hypolycaena och familjen juvelvingar. Inga underarter finns listade i Catalogue of Life.